# Cerkev sv. Benedikta, Kančevci
Cerkev sv. Benedikta stoji v kraju Kančevci, občina Moravske Toplice. Spada v župnijo Kančevci. 

## Župnija
V župnijo sv. Benedikta spadajo naslednje goričke vasi: Kančevci, Andrejci, Berkovci, Bokrači, Čikečka vas, Domanjševci, Fokovci, Ivanjševci, Ivanovci, Košarovci, Krnci, Kukeč, Kuštanovci, Lončarovci, Panovci, Pordašinci, Prosenjakovci, Ratkovci, Selo, Središče in Vučja Gomila (del). Kančevska katoliška župnija se razprostira na območju, kjer je večina prebivalcev evangeličanov, nekaj pa jih je helvetske veroizpovedi (kalvinci). V kančevski župniji je zgledno versko sožitje. V Andrejcih v kapeli imajo vsakoletna ekumenska srečanja. Župnija sv. Benedikta Kančevci ima podružnični cerkvi v Selu, v Domanjševcih je božja služba ob večjih praznikih, v Prosenjakovcih pa je nova katoliška kapela, kamor prihaja duhovnik maševat občasno.

## Zgodovina cerkve
Leta 1208 se prvič omenja »benedička« (kančevska) cerkev. Ogrski kralj Andrej II. podeljuje grofu Nikolaju iz Železnega in njegovim dedičem zaradi velikih zaslug, ki si jih je pridobil za kralja, zemljišče Lindwo (Gornjo Lendavo). V tej listini je omenjena tudi cerkev sv. Benedikta. Predvideva se, da je bila pri Bedeniku (zaselek Kančevec) tudi benediktinska opatija. Benedička ( kančevska ) župnija ni bila vedno enako velika. Cerkvi v Domanjševcih in Selu sta (bili) tako stari, da se ta dva kraja že pred reformacijo omenjata kot samostojni župniji. 
Leta 1698 je v vizitaciji zapisano: »Ker zemljiška gospoda pri Nedeli ( Gornji Petrovci ) in Benediktu ni prestopila v katoliško cerkev, ampak se je držala augsburške veroizpovedi, zato so v tej veri ostali tudi njihovi podložniki«.
Cerkev je postala spet katoliška 1732. leta.

## Kančevska cerkev v 17. in 18. stoletju
Leta 1698 je, bedenička cerkev pozidana od nekdanjih katoličanov, vendar to ni cerkev, ki se omenja leta 1208. Današnja bedeniška cerkev je bila leta 1896 temeljito prenovljena na podlagi stare cerkve. Morda je sedanja cerkev že tretja na tem mestu. Vizitacijski zapisnik iz leta 1778 opisuje kančevsko (po domače: bedeniško) cerkev takole: »Cerkev je podolgovata in četverokotna, pozidana iz kamna in opeke, krita s hrastovimi skodlami. Je v dobrem stanju in blagoslovljena v čast sv. opatu Benediktu. Slovesnost proščenja je vedno na benediktovo na stroške župljanov in cerkve. Zvonik je znova pozidan, krit je s pločevino. V njem sta dva zvona«.
Medtem ko imajo poslej v Kančevcih ustrezne prostore za sedež župnije in bivanje duhovnika, bo zdaj poskrbljeno še za temeljito obnovo župnijske cerkve. Orgle, so obnovili leta 1993.

## Arhitektura
Cerkev, ki se v virih omenja že leta 1208, je enoladijska, z na vzhodu poligonalno zaključenim nižjim prezbiterijem. 1898 so jo neoromansko predelali.
Cerkev stoji v neposredni bližini Doma duhovnosti Kančevci.

## Župniki in kaplani
Luteransko obdobje:
- Tomaž pl. Marič 2. polovica 17. st.

Katoliško obdobje:

### Župniki
- Franc pl. Kenessey (?-1763)
- Mikloš Küzmič (1763-1804)
- Janoš Vogrinčič (1804-1805) – * Pertoča, o. 1778; † Pertoča, 13. februar, 1856.
- Matjaž Flisar (1805-1808) – * Domajinci, 5. april, 1776; † Gornji Senik 26. aprila leta 1829.
- Franc Kosednar (1808-1810) – * Pertoča, 1774; † Kančevci 25. oktober 1810.
- Adolf pl. Augustich (1811-1816) dekan Slovenske okrogline
- Janoš Šiftar (1816-1822) – * Martijanci (Martjanci), 1780; † Kančevci, 10. april, 1822.
- Franc Klomfar (1822-1824) * Murski Petrovci, 8. september, 1790; † Bánokszentgyörgy, 15. november, 1827
- Štefan Sobjak (1824-1833) – * Kančevci, 23. marec, 1783; † Kančevci, 28. marec, 1833.
- Jakob Sabar (1833-1835)
- Imre Dončec (1835-1848) – * Števanovci, 8. junij, 1805; † Monošter, 26. december, 1848.
- Marko Žižek (1848-1860)
- Štefan Selmar (1860-1876)
- Aleksander Jambrikovič (1877-1892) – * Nové Zámky, Slovaška, 13. februar, 1829; † Kančevci, 5. avgust, 1892.
- Josip Čarič (1892)
- Aleksander Mazalin (1893-1907) – * Nadalj (Magyarnádalja), pri Kermendinu (Körmend), 1. februar, 1862; † Kančevci, 2. oktobra leta 1907.
- Rudolf Vadovitš (1907-1910) – * Pudmerice, Slovaška, 13. november, 1871; Župnikoval je v Beltincih od leta 1922.
- Franc Faflik (1916-?) – * Murska Sobota, 12. september, 1886.

### Kaplani
- Mihael Kous (1800-1801) – * Šalovci, 1773; † Dolenci, 12. februar, 1808.
- Peter pl. Borkovič (1801-1803) – * Vučja Gomila, 29. september, 1774; † Črenšovci, 14. junij, 1834.
- Jožef Cipot (1822) – * Noršinci 11. oktober, 1789; † Gornja Lendava (Grad) 15. januar, 1835.

### Drugi
- Janoš Henitš subdiakonat – * Horvátnádalja (danes Kermendin), 20. junij, 1751; † Nádasd, 14. januar, 1791.

### Dušni pastirji iz župnije
- Adam Ivanoci (* Ivanovci 1756; † Beltinci 1824), bil je vzgojitel Jožefa Košiča.
- Matjaž (Kodila) Ivanoci (* Ivanovci, 1781; † Števanovci, 1810)
- Janoš Terplan (* Ivanovci, 1790; † Martjanci, 1836)
- Pavel (Kodila) Ivanoci (* Ivanovci, 1795; † Beltinci, 1841) brat Matjaša Ivanocija
- Jožef Borovnjak
- Peter Kodela (* Kančevci, 1839; † Gornji Senik, 1894) na Gornjem Seniku bil je Košičev zanamec
- Jožef (Kodela) Ivanoci (* Ivanovci, 1842; Radgona, 1903)
- Peter Kolar
- Franc Ivanoci